# Zarzeka (Kaczórki)
Zarzeka – część wsi Kaczórki w Polsce, położona w województwie lubelskim, w powiecie zamojskim, w gminy Krasnobród.
W latach 1975–1998 Zarzeka administracyjnie należała do województwa zamojskiego.